# FAX+49-69/450464
FAX+49-69/450464（FAXレーベル）は、ドイツのレコードレーベル。主催者であるピート・ナムルックを中心に、テクノ、アンビエント、電子音楽作品を枚数限定で大量にリリースしている。レーベル名の由来は当時実際に使用されていたFAX番号から。かつてはフランクフルトに拠点を置いていたが、1997年頃にナムルックがラインラント＝プファルツ州のトラーベン＝トラーバッハへ移住すると共に移転した。

## 概要

### 限定主義
FAXレーベルの作品はすべて生産枚数が決まっており、初期作品はほとんどが500枚のみだったが、その後リリースされた作品は1000枚〜3000枚に増産した。しかし、2006年に『PK08/09 Compilation 5』および、DTS対応作品がリリースされると共に再び500枚に減産された。1994年ごろのCD作品は現在でも新品で入手できるものがある一方、ネットオークションで高値で取引されるものも多い。

### デザイン
FAXレーベルは大きな円と、その右上部分の小さな円で表されたマークが特徴的である。部門によってそれらの役割は異なる。1996年頃を境にすべての部門でデザインが大幅に変更され、その後マークをモチーフに作られたFAXフォントが使われるようになり、二転三転した後、2003年のMP3レーベルの設立と共にジャケットの右上部にレーベルマークが印されるデザインで定着した。

### 時間表記
FAXレーベルの作品には、CD1枚で丸ごと1曲という大作も多数存在するが、その場合は初期作品は10分ごと、1994年以降のリリース作品では5分ごとにトラックが区切られている。例えば初期作品の一つである『PW05 2350 Broadway』のディスク2である「Hands of Light」は72分1曲の作品だが、CDプレーヤーにかけると10分のトラックが7つ、2分のトラックが1つの計8トラックが表示される。ただし、ぴったり10分、あるいは5分ごとに区切られていることは稀で、実際には数秒から数十秒の誤差がある。例外として、『PW18 A New Consciousness 2』は6分37秒〜6分48秒ごとに区切られている。
また、ジャケットに書かれている時間と実際の収録時間には大抵誤差がある。『PW33 Psychonavigation 3』の最後の曲「Lights Out」のようにクレジットでは1分だが実際には7分、というようにわざと誤表記する例もある。
補足として、たとえ1曲目が60分近くあっても、その次に2曲目以降が存在する場合はこのようなトラック分けはなされない。

## レーベルの詳細
FAXレーベルはいくつかの部門に分かれており、それぞれでリリースされる作品が異なる。以下で記述する。

### メイン・レーベル
型番はPK08/000（000の部分は2桁、あるいは3桁の数字）。シリーズ作品はコンピレーション・アルバムを除きローマ数字で表記される。
- シンボルマークの大きな円の色は音楽ジャンルを、小さな円のデザインはプロジェクトを意味する。

その由来はナムルックの本名である「Peter Kuhlmann」のイニシャル。ただしPK08/の、08の部分の由来は不明。FAXの中核をなす部門で、ナムルックのソロ作品とドイツ国内のアーティストとの共演作品が発表される。1992年8月のアナログレコード作品『PK08/16 True Colors』がFAXレーベルとして最初にリリースされたものである。しかしその後、1993年1月に『PK08/15 Synthadelic 3』がリリースされ、最小値となった。この例を見てわかるように、リリースは順番通りではない。また、01番から07番、および2006年に突如リリースされた09番は初期のアナログ作品等を集めたコンピレーションCD、08番はメイン・レーベル最大のプロジェクトであるNamlookシリーズの一部（ただしXVIまで）を集めたCDに使用されている。

### ワールド・レーベル
型番はPW00（00の部分は2桁の数字）。シリーズ作品はアラビア数字で表記される。
- シンボルマークの大きな円は宇宙空間、小さな円は地球。

由来はそのまま世界を意味する「World」であり、ナムルックとドイツ以外のアーティストとの共演作品が発表される。レコードは少なく、ほとんどがCD作品としてリリースされている。ただし『PW3』および『PW4 Glitch - Inertia』のみナムルックは関わっておらず、本来ならば後述のサブ・レーベルに配されるべき作品である。後述のアンビエント・ワールドからの再発数が最も多い。

### サブ・レーベル
型番はPS08/000（000の部分は2桁、および3桁の数字）。シリーズ作品はアラビア数字で表記。
- 小さな円には正三角形が重なっているフォントおよびシンボルマークが金色。

ここからはナムルック以外のアーティストによる作品がリリースされる。

### アンビエント・ワールド
型番はAW000（001から数字が当てはまる）。
- レーベル創設初期は4つに区切られたデザインだったが、その後、比較的自由なものになった。

FAXにおける再発専門レーベル。リリースされた作品のうち、廃盤になったものの一部がサルベージされる。ここから再発される作品はすべてオリジナルからアートワークが変更され、更にメイン・レーベルの作品はシリーズの数がアラビア数字に変更される。限定枚数はなしということになっているが、基本的には他と同じく1回限りのプレスである。

### Season's Greetings
ジャケット、スリーブはなく、CDがそのままビニール製の袋に入っている。
季節をテーマにしたナムルックのソロ・アンビエント作品で、春夏秋冬の4枚が存在する。CDのレーベル面にナムルックによる署名（印刷)がなされている。また、『SEA00』はそれら4作品を各18分30秒ずつ収録したもの（これのみ通常のケースに入っている）。
- SEA00 The Four Seasons
- SEA01 Winter
- SEA02 Spring
- SEA03 Summer
- SEA04 Autumn

### コンピレーション
部門の垣根を越えたコンピレーションや、設立以前の作品。
- PKPWPS1 1 Year Ambient
- PKPWPS2 1 Year Dance

以上2枚はレーベル設立1周年記念のコンピレーション。
- PKPWPS3 The Ambient Cookbook

4枚組コンピレーション。リリース直後にAmbient Worldから再発された。
- PKPWPS4 Vinyl Compilation

アナログレコードの表面にThe Dark Side of The Moog、裏面にFrom Withinの一部が収録されたもの。
- PKPWPS5 Genetic Drift

ディスク1はナムルックとCycloydを作ったCorradoが、ディスク2はCharles Uzzell-Edwardsが選曲したミックスCD。他ではあまり見かけない曲が収められている。
- PKPWPS6 The Ambient Cookbook II

前作と同様のコンセプトで、設立十周年記念の4枚組作品。古今の様々なFAX作品をエディット、およびミックスしたもの。
- preFAX preFAX Compilation

レーベル設立5周年にリリースされた、ナムルックがかつて在籍していたRomantic Warrierの曲やFAXレーベルを設立する以前の作品が収められた2枚組。

### MP3
型番はMP3 000
シリーズ作品をMP3ファイルとしてまとめて収録した、データCDである。貴重な作品が収められる一方で、その後もシリーズが更に続いたもの(Move D - Namlook)や、半端なところで止まってしまったもの(The Namlook Collection 1)などがある。

### Yesterday & Tomorrow
厳密にはFAXレーベルではない。ナムルックが本名のPeter Kuhlmannとして参加し、1995年までにアコースティックな作品が3作リリースされた。
- YT1 Passion
- YT2 Wandering Soul
- YT3 The Sunken Road

### ビデオ
リリースされたのは『PV1 The Putney Video』のみ。

### その他
アナログ・レコードを十数枚まとめたボックスセットや、プロモ盤がいくつか存在する。また、FAXは2004年にiTunes Music Storeに参入した。ほとんどがナムルック関連の作品に限られるとはいえ、かつてはオークション等を利用するしかなかった初期の作品が容易に入手できるようになった。また、ここでしか聴けない曲もいくつか存在する。更にオフィシャルサイト内にBeatportを導入し、新作の試聴も行えるようになった。

## かつて存在したもの

### FAX USA （レーベル）
アメリカ、InstinctレーベルからライセンスされたFAX作品のリリースを行っていた際のブランド。『Fax Compilation』は『PKPWPS3 The Ambient Cookbook』をそれぞれ2枚ずつに分けたもの（ただし一部曲順が異なり、エディットもされていない）で、他はシリーズの1作目と2作目を同梱した2枚組である。
- fax 5555-2 Fax Compilation
- fax 5556-2 Air I+II
- fax 5557-2 Silence I+II
- fax 5558-2 Sad World 1+2
- fax 5559-2 Alien Community 1+2
- fax 5560-2 Fax Compilation II

### FAX USA （サイト）
サンフランシスコのCharles Uzzell-Edwards(CUE)によって運営されていたサイト。FAXレーベル等のアメリカ国内向けのディストリビューションや在庫情報、CUEのデザイン、イラスト、スタジオの様子などが掲載されていた。CUEがイギリスへ帰国した際に閉鎖された。

### FAX ジャパン
FAX USA内部に設置されていた、日本向けサイト。日本語表記であった。